# Ostreopsis lenticularis
Ostreopsis lenticularis ist eine Spezies von Dinoflagellaten aus der Familie Ostreopsidaceae, die 1981 von Yasuwo Fukuyo beschrieben wurde.

## Beschreibung

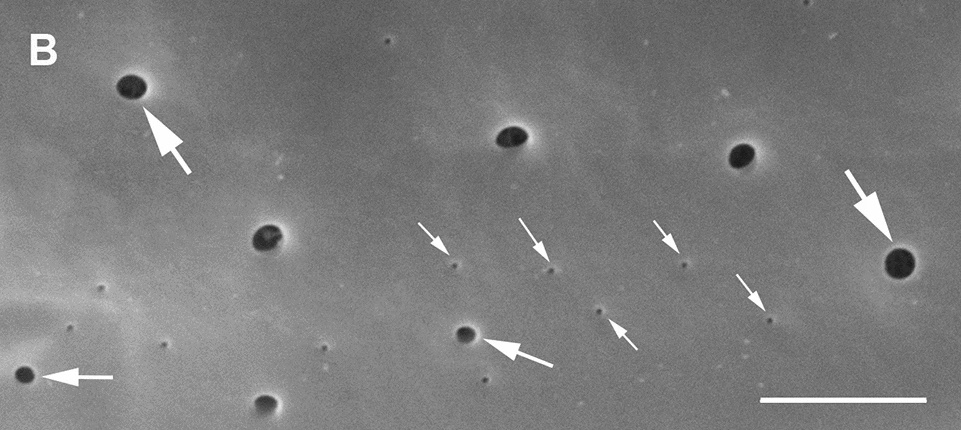
REM-Aufnahme von O. lenticularis (Stamm C202) mit Darstellung der Thecalporen.
Die Außenansicht zeigt große (große Pfeile), mittelgroße (mittlere Pfeile) und kleine (kleine Pfeile) Poren.
Balken: 2 µm.

Die Art Ostreopsis lenticularis wurde erstmals 1981 von Y. Fukuyo bei Französisch-Polynesien gefunden und anhand von lichtmikroskopischen Beobachtungen, jedoch noch ohne Hilfe genetischer Informationen, beschrieben.
Die Zellen dieser Art sind oval, nicht gewellt, 60,5–94,4 μm lang (dorso-ventrale Länge: rücken- bzw. bauchseitig) und 56,1–78,2 μm breit. Sie besitzen das für die Gattung typische Muster an Thecalplatten, mit die Poren in zwei (Chomérat et al, 2019), tatsächlich aber drei (Verma et al, 2019) verschiedenen Größen.

## Verbreitung
Typuslokalität ist Tahiti (Französisch-Polynesien).
Weitere Vorkommen:
- Südpazifik: Gambierinseln, Gesellschaftsinseln und Neukaledonien (Faust & Gulledge, 2002).[4]
- Pazifik vor Nordamerika: Revillagigedo-Inseln von Mexiko (Gárate-Lizárraga, Gonzáles-Armas & Okolodkov, 2018[8]), Pazifikküste Mexicos (Okolodkov & Gárate-Lizárraga 2006).
- Südostasien: Malaysia (Penna et al. 2012), Vietnam (Nguyen-Ngoc et al. 2021).
- Australien & Neuseeland: Neuseeland (Chang et al. 2012, Rhodes et al. 2019).
- Pazifische Inseln: Cookinseln (Verma et al. 2023[7]).

## Toxizität
Faust & Gulledge (2002) waren ursprünglich zu der Auffassung gekommen, dass es sich bei O. lenticularis um eine giftige Art handelt, die ein wasserlösliches Toxin, das Ostreotoxin (OTX), und ein weiteres nicht benanntes Toxin produziert. Die Art gilt daher nach Lassus et al. (2017) als schädlich (englisch harmful species).y
Im Jahr 2029 veröffentlichten Chomérat et al. eine Studie mit umfangreichen Untersuchungen u. a. an O. lenticularis von der Typuslokalität im Pazifik. In allen untersuchten Proben waren Palytoxin (PlTX) und verwandte Strukturanaloga (zu denen auch Ostreotoxin gehört) unter der Nachweisgrenze.
Bei 19 Stämmen, die getestet wurden, wurde keine toxische Wirkung festgestellt, und bei 4 analysierten Stämmen wurden keine PlTX-ähnlichen Moleküle nachgewiesen. Nach den Autoren ermöglichen die Ergebnisse eine eindeutige Klärung der genetischen Identität von O. lenticularis und bestätigen gleichzeitig frühere Ergebnisse aus dem Westpazifik, die darauf hindeuten, dass diese Art keine Toxizität aufweist. Die bisherige Einstufung in die Gruppe der toxischen Arten sei daher zu überdenken.

## Bildergalerie
Für weitere Bilder bitte auf die untenstehenden klicken bzw. tippen. Referenz: Verma et al. (2023)

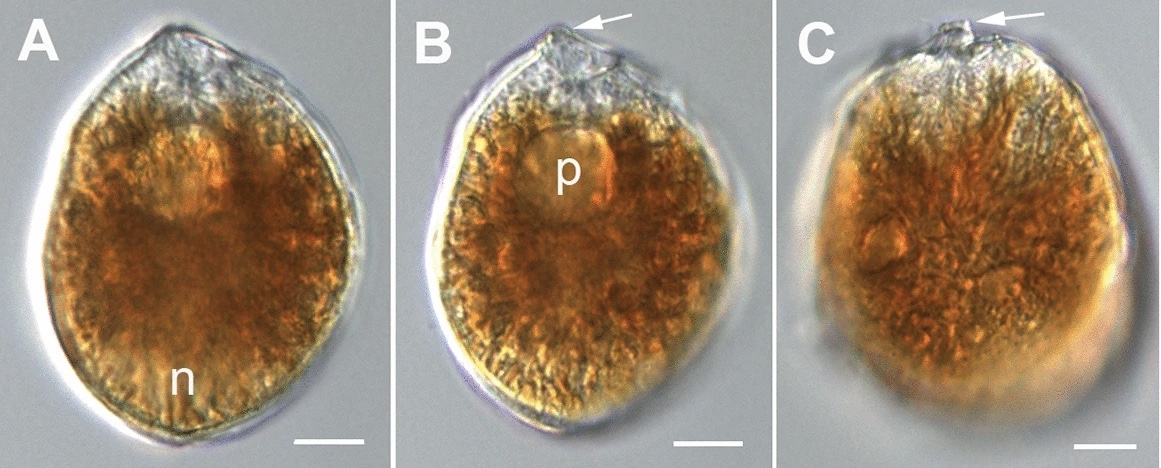
LM-Aufnahmen von O. lenticularis (Stamm C202): Zellform und allgemeine Merkmale. Die Bilder zeigen dieselbe tropfenförmige Zelle in verschiedenen Fokalebenen. Zellkern (n), Pusule[1] (p), ventrale Öffnung (Pfeil). Balken: 10 µm

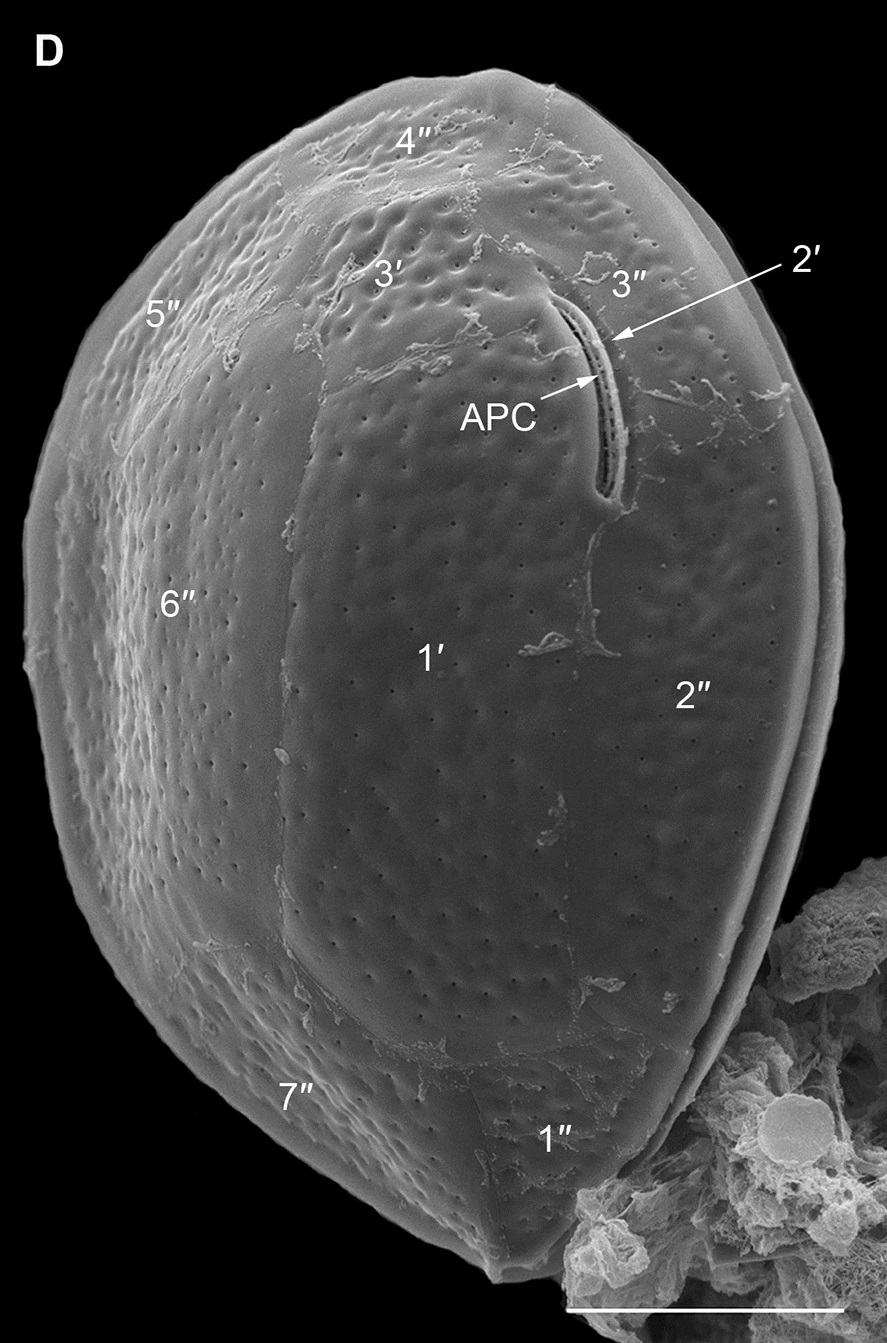
Die REM-Aufnahme von O. lenticularis zeigt den „apikalen Porenkomplex“ (APC) und die Thecalplatten (Nummern); Balken: 20 µm
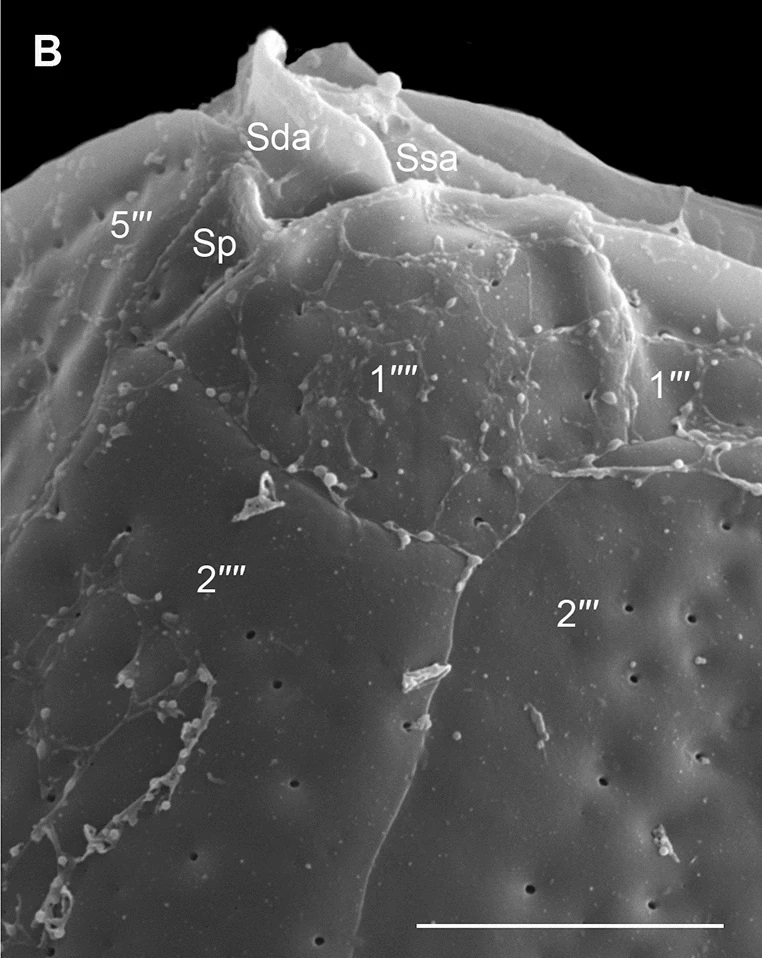
REM-Aufnahme von O. lenticularis: Detail des ventralen Bereichs mit drei Sulcusplatten: hintere (Sp), der vordere rechte (Sda) und vordere linke (Ssa); Balken: 10 µm
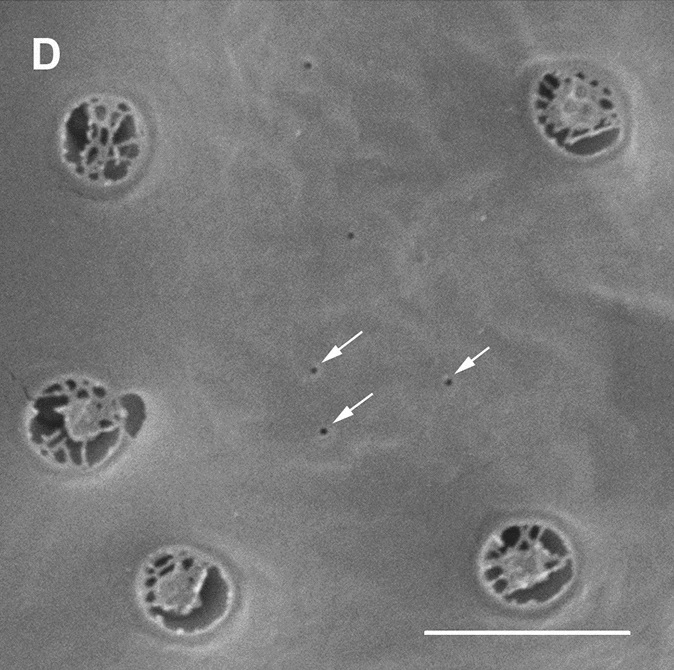
REM-Aufnahme von O. lenticularis (Stamm C202): Thecalporen, Innenansicht: unregelmäßige große Poren & sehr kleine Poren (kleine Pfeile); mittelgroße Poren fehlen hier; Balken: 2 µm